# Sainte-Colombe-la-Commanderie
Sainte-Colombe-la-Commanderie è un comune francese di 879 abitanti situato nel dipartimento dell'Eure nella regione della Normandia.

## Società

### Evoluzione demografica
Abitanti censiti